# Calliopsis philiphunteri
Calliopsis philiphunteri is een vliesvleugelig insect uit de familie Andrenidae. De wetenschappelijke naam van de soort is voor het eerst geldig gepubliceerd in 2003 door Shinn & Engel.